# Alexandru Ciurcu
Alexandru N. Ciurcu (Șercaia, 29 gennaio 1854 – Bucarest, 22 gennaio 1922) è stato un inventore e giornalista rumeno.

## Biografia
Alexandru Ciurcu nacque il 29 gennaio 1854 a Șercaia, nel comitato di Fogaras, nell'attuale distretto di Braşov. Suo padre era Neculai Ciurcu, il quale partecipò alla rivoluzione del 1848 in Transilvania.
Ciurcu sposò Speranta, nata Chirilov, che morì a soli 21 anni subito dopo l'espulsione dal paese subita dalla famiglia nel 1886. Da questo matrimonio, però, nacque una figlia che chiamò Adela, in ricordo della sorella defunta. Successivamente sposò Julietta Ecaterina.
Uno dei suoi cugini era il medico Sterie N. Ciurcu. Era dedito alla causa nazionale rumena durante l'Impero Asburgico e venne imprigionato dalle autorità asburgiche nel 1916, all'entrata in guerra della Romania, e morì in prigione. Venne decorato con l'Ordine della Corona.

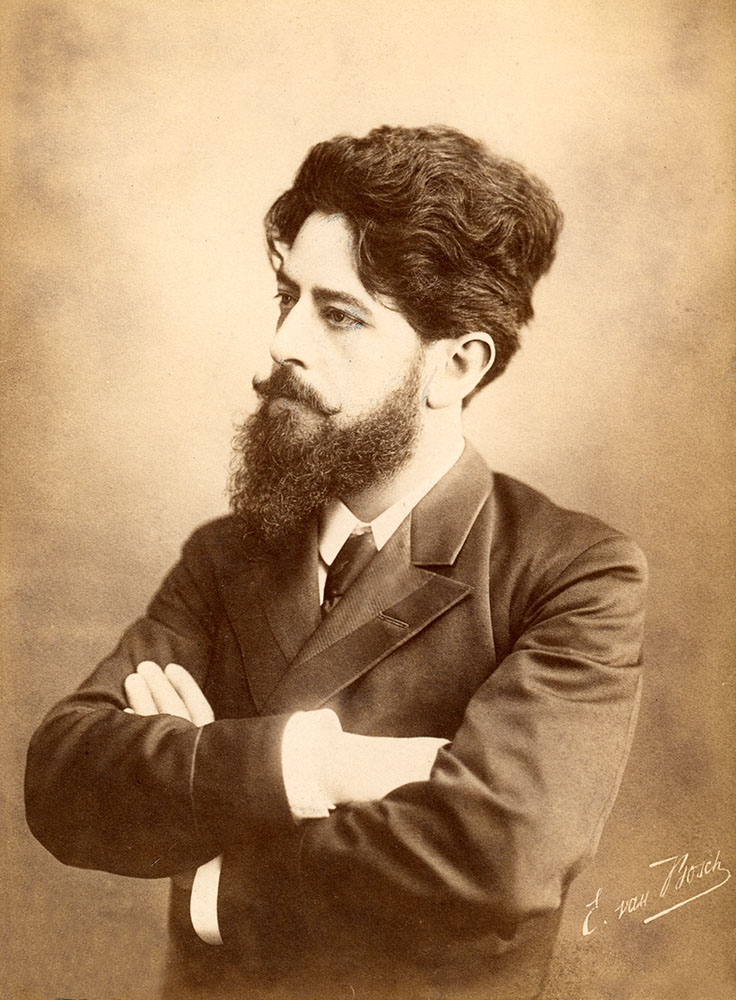
Alexandru Ciurcu, fotografia del XIX secolo.

### Studi
Alexandru Ciurcu frequentò il liceo a Brașov, conseguendo il diploma di maturità nel 1872. Dal 1873 al 1876 studiò legge all'Università di Vienna.

### Carriera da giornalista

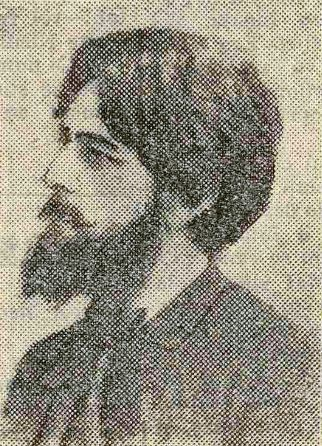
Alexandru Ciurcu

Nel 1876, dopo aver conseguito la laurea, si stabilì a Bucarest, dove lavorò come giornalista e dove fece la conoscenza di Mihai Eminescu e Ion Luca Caragiale. Insieme a Émile Galli fondò L'Orient, un quotidiano in lingua francese che in seguito divenne L'Indépendence Roumaine. Dal 1877 al 1878, durante la Guerra d'Indipendenza, Alexandru Ciurcu fu un corrispondente di guerra e, in questo stesso periodo, incontrò e fece amicizia con Nicolae Grigorescu.
Conobbe il giornalista francese Just Buisson, corrispondente a Bucarest per l'agenzia di stampa francese Havas. Nel 1882 Ciurcu, insieme a Just Buisson, concepì, in una prima variante, il progetto di un motore a reazione. Tuttavia, nel 1885 il governo guidato da Ion C. Brătianu lo espulse dalla Romania a causa delle critiche sistematiche che il governo liberale era solito rivolgere al giornalista: in molti articoli Ciurcu si mobilitò a favore dell'emancipazione politica e nazionale dei romeni della Transilvania.
Si stabilì a Parigi, nella città di Asnières, con il supporto del giornalista Just Buisson. Oltre alla comune professione di giornalista, i due amici condividevano anche una comune passione per la tecnologia. Insieme a Just Buisson studiò la propulsione degli aerostati, in particolare dei dirigibili, e i motori a razzo.
Ciurcu fondò altre riviste, tra le quali: La Bourse, Anuarul României, Le Bossu e Cimpoiul.

### Il primo motore a reazione

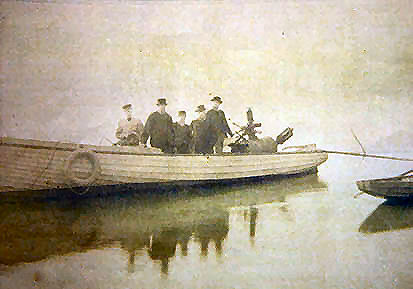
La barca di Alexandru Ciurcu e Just Boisson prima dell'esperimento del 13 agosto 1886. Alexandru Ciurcu è la seconda persona a partire dalla destra.

Al Salone dell'Aeronautica di Parigi del 1881 fu presentato il progetto di un pallone a motore elettrico. Alexandru Ciurcu e Just Buisson proposero di utilizzare un motore a reazione al posto del motore elettrico e ottennero un primo brevetto dalla Francia. Per dimostrare la fattibilità della loro proposta, Ciurcu e Buisson progettarono e costruirono un motore basato sulla forza propulsiva generata dalla combustione dei gas in una piccola camera di combustione. Il motore consisteva in un contenitore da 2 litri, il quale aveva un foro con un diametro di 3 mm. Con la combustione del gas, la pressione all'interno del contenitore saliva a 10-15 atmosfere.
Alexandru Ciurcu cercò di attirare l'attenzione degli esperti del Ministero della Guerra Francese sulla sua nuova tecnologia. Il 13 agosto 1886 i due inventori testarono per la prima volta il loro motore in pubblico montandolo su una barca e navigando sulla Senna controcorrente.

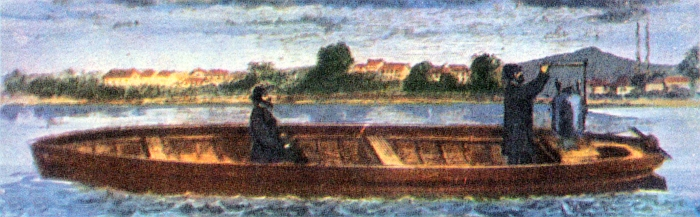
La barca di Alexandru Ciurcu e Just Boisson prima dell'esperimento del 13 agosto 1886. Alexandru Ciurcu è la seconda persona a partire dalla destra.

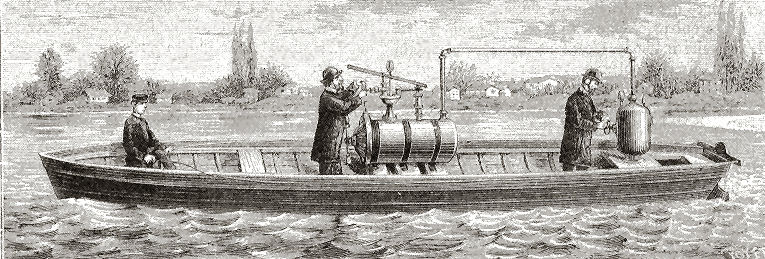
Incisione che rappresenta il secondo esperimento di Ciurcu e Buisson, eseguito il 16 dicembre 1886. Il confronto con l'illustrazione precedente mostra come il sistema di propulsione a getto si era sviluppato nell'intervallo tra i due esperimenti (secondo la rivista La Nature, 1887).

Gli inventori brevettarono la loro invenzione nell'ottobre 1886 ottenendo il brevetto francese n.179001/12. L'invenzione fu successivamente brevettata in Germania (n.39964/1886), Regno Unito (n.8182/1887), Belgio (n.77755/1887), Italia (n.21863/1887) e Stati Uniti (1888).

### Esperimenti successivi

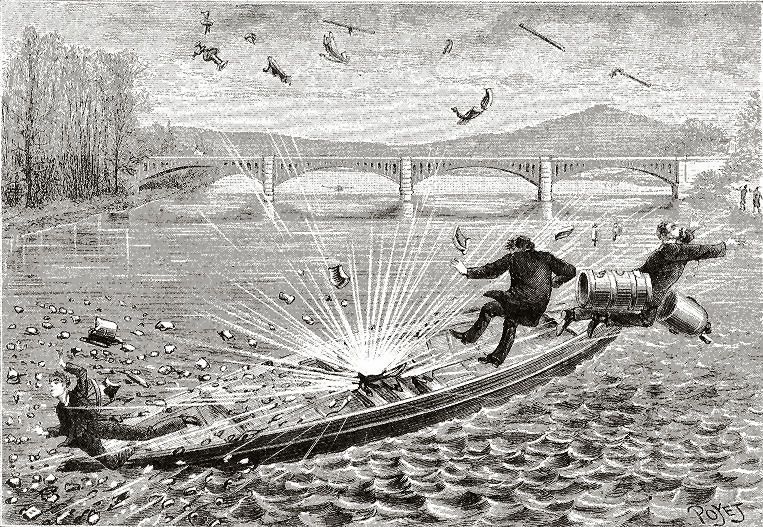
Rappresentazione dell'esplosione del motore a reazione avvenuta il 16 dicembre 1886. (La Nature, 1887)

Sempre nello stesso anno Alexandru Ciurcu e Just Buisson costruirono un secondo motore, più potente e con un contenitore più grande, che avrebbe dovuto aumentare la pressione all'interno del cilindro e la velocità dell'uscita del gas. La dimostrazione di questo nuovo motore, avvenuta il 16 dicembre 1886, si concluse con un disastro: il mezzo esplose uccidendo Just Boisson e un assistente che era al timone della barca, la quale affondò. Alexandru Ciurcu, che riuscì a scappare nuotando verso la riva, fu accusato di omicidio colposo, ma venne assolto. Il grande pubblico non ritenne che l'incidente fosse dovuto al fatto che i due inventori stavano maneggiando potenti esplosivi. Ciurcu ebbe difficoltà a spiegare che il motore era basato su un principio fisico, ovvero quello della forza di reazione provocata da un getto di gas, completamente diverso da quello della forza provocata da un'esplosione.
Gaston Tissandier, fondatore e direttore della rivista La Nature, incoraggiò Ciurcu a continuare i suoi esperimenti. Tissandier mostrava comprensione per Ciurcu perché anche lui aveva avuto un incidente durante un esperimento scientifico. Nel 1875 aveva fatto volare un pallone a un'altitudine di 8500 m. I suoi due compagni, Joseph Crocé-Spinelli e Théodore Sivel, morirono a causa della bassa pressione atmosferica; Tissandier riuscì a sopravvivere ma perse l'udito.
Alexandru Ciurcu collaborò con Emil Sarrau e Paul Vieille, l'inventore della polvere infume. Questa volta montarono il dispositivo su un draisina ferroviaria. L'esperimento, condotto nel 1888 sul tratto ferroviario Sevran - Livry-Gargan, vicino a Parigi, ebbe successo. Gli inventori eliminarono la possibilità di utilizzare vapore ad alta pressione o aria compressa e si concentrarono sull'utilizzo di una miscela esplosiva a combustione lenta per produrre pressione. Le camere di combustione utilizzate erano in bronzo.
Tuttavia, le loro idee erano troppo avanzate per le possibilità tecnologiche dei tempi: gli inventori, quindi, cercarono di utilizzare la tecnologia dei motori a vapore per applicare i principi dei motori a reazione. Il peso dei motori, probabilmente, è l'elemento che causò l'interruzione degli esperimenti. Inoltre, non fu possibile eliminare del tutto il rischio di esplosione. Ci volle mezzo secolo, nel 1943, prima che si potessero usare i motori a reazione.
Nel 1889 a Parigi venne organizzato un padiglione rumeno nell'Esposizione universale di Parigi.

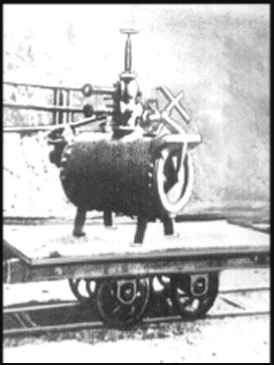
Installazione di Alexandru Ciurcu montata su un draisina ferroviaria a Sevran-Livry.

### Di nuovo giornalista
Nel 1890 Alexandru Ciurcu lasciò Parigi e tornò a Bucarest. Qui riprese la sua precedente professione e venne nominato direttore del quotidiano Timpul (1890-1900). Continuò la sua attività editoriale anche dopo questa esperienza, lavorando per varie testate giornalistiche. Ricoprì la carica di presidente dell'Unione dei Giornalisti.

## Onorificenze
- Nel XX secolo a Bucarest, una strada situata nel Settore 3 della Capitale[6] ricevette il nome di Alexandru Ciurcu. Questa strada, attualmente, non esiste più.[7]
- A Brașov la strada con codice postale 500170 porta il nome di Alexandru Ciurcu.[8]